# Архиепархия Эрмосильо
Архиепархия Эрмосильо (лат. Archidioecesis Hermosillensis) — архиепархия Римско-католической церкви с центром в городе Эрмосильо, Мексика. В митрополию Эрмосильо входят епархии Кульякана и Сьюдад-Обрегона. Кафедральным собором архиепархии Эрмосильо является церковь Успения Пресвятой Девы Марии. 

## История
7 мая 1779 года Римский папа Пий VI издал буллу Divinae pietatis, которой учредил епархию Соноры, выделив её из епархии Дуранго. Первоначально епархия Соноры входила в митрополию Мехико. 
27 апреля 1840 года епархия Соноры передала часть своей территории новой епархии Калифорнии (сегодня – Архиепархия Монтеррея). 23 июня 1863 года епархия Соноры вошла в митрополию Гвадалахары. 24 июня 1863 года епархия Соноры передала часть своей территории новой епархии Синалоа (сегодня – Епархия Кульякана). 
23 июня 1891 года буллой Primis illud Римского папы Льва XIII епархия Соноры вошла в митрополию Дуранго. 20 июня 1959 года епархия Соноры передала часть своей территории новой епархии Сьюдад-Обрегона.  
1 сентября 1959 года Святой Престол переименовал епархию Соноры в епархию Эрмосильо. 
13 июня 1963 года Римский папа Павел VI выпустил буллу Mexicana nation, которой возвёл епархию Эрмосильо в ранг архиепархии. 24 марта 1966 года архиепархия Эрмосильо передала часть своей территории новой епархии Мехикали.  

## Ординарии архиепархии
- епископ Antonio María de los Reyes Almada (1780 – 1787);
- епископ José Joaquín Granados y Gálvez (1788 – 1794);
- епископ Damián Martínez de Galinzoga (1794 – 1795);
- епископ Francisco Rousset de Jesús y Rosas (1797 – 1814);
- епископ Bernardo del Espíritu Santo Martínez y Ocejo (1817 – 1825);
- епископ Angel Mariano de Morales y Jasso (1832 – 1834);
- епископ José Lázaro de la Garza y Ballesteros (1837 – 1850);
- епископ Pedro José de Jesús Loza y Pardavé (1852 – 1868);
- епископ Gil Alamán y García Castrillo (1868 – 1869);
- епископ José de Jesús María Uriarte y Pérez (1869 – 1883);
- епископ Jesús María Rico y Santoyo (1883 – 1884);
- епископ Herculano López de la Mora (1887 – 1902);
- епископ Ignacio Valdespino y Díaz (1902 – 1913);
- епископ Juan María Navarrete y Guerrero (1919 – 1963);
- архиепископ Juan María Navarrete y Guerrero (1963 – 1968);
- архиепископ Carlos Quintero Arce (1968 – 1996);
- архиепископ José Ulises Macías Salcedo (20.08.1996 — 26.04.2016, в отставке);
- архиепископ Ruy Rendón Leal (26.04.2016 – по настоящее время).

## Источник
- Annuario Pontificio, Libreria Editrice Vaticana, Città del Vaticano, 2003, ISBN 88-209-7422-3
- Decreto Quum Apostolicis Архивная копия от 3 марта 2013 на Wayback Machine, AAS 51 (1959), стр. 716  (лат.)
- Bolla Mexicana natio Архивная копия от 16 сентября 2019 на Wayback Machine, AAS 56 (1964), стр. 496  (лат.)